# Tiro de gracia (serie de televisión)
Tiro de gracia —en inglés: Shot of Grace— es una serie de televisión colombiana producida por Sony Pictures Televisión, en coproducción con Televisa. para Caracol Televisión y Univision en 2015. Esta protagonizado por Robinson Diaz, Natalia Duran y Greeicy Rendón junto a Nicolás Montero y Juan Carlos Messier en los roles antagónicos.

## Sinopsis
Salvador Chaparro, un actor de teatro que siempre soñó con llegar a las pantallas de cine, pero nunca lo logró. Sin embargo, la vida le reservaba un buen papel, encarnar al reconocido y poderoso capo de la droga Vicente Vallejo, quien lo contrata para cumplir la misión de burlar a la justicia de su país, al suplantarlo. En la supuesta entrega, estalla una bomba de alto poder, decenas de muertos colman el estadio, pero Salvador se salva y escapa del sitio. El verdadero Vallejo da la orden a su gente de perseguirlo y rematarlo. La serie mostrará cómo Salvador llegó a este punto, al recordar seis meses atrás, desde el momento en que conoció a Vicente Vallejo, uno de los delincuentes más buscados del mundo. El parecido entre el capo y Salvador es innegable, pero Vallejo está empecinado en que su doble sea exacto, así que somete a Salvador a una cirugía plástica en su rostro en contra de su voluntad y cuando despierta, ve que su cara es ahora idéntica a la de Vallejo. Vicente pide también realizar exámenes de ADN y descubre que él y Salvador son familia: hijos de un mismo padre. Salvador se verá forzado a hacer todo lo que le ordene Vallejo para que su familia no salga lastimada.

## Argumento
Vicente Vallejo fue un militar del ejército colombiano, que al ser descubierta su relación con el narcotráfico fue encarcelado, pero se fugó y dejó "el tiro de gracia" en medio de las cejas como su marca y se convirtió en el criminal más buscado del mundo. Algunos años después, Vallejo se obsesiona con tener un doble perfecto y así encuentra a Salvador Chaparro, que es muy parecido a Vallejo, pero de todos modos en sometido a una cirugía plástica para quedar idéntico al capo que se hace llamar "Coronel".
Salvador es obligado por Vallejo y sus hombres de confianza: "Cardenal", "Lanza" y "Mosco" a suplantar a Vallejo en reuniones y operativos para burlar a los policías Gaspar Acevedo y Yamile Juliao encargados del caso de Vallejo. Salvador es amenazado, pues Vallejo tiene secuestradas a su madre Doña Mercedes y su hija Anita. 
Los encargados de cuidar a Salvador son Esneider (un sicario nuevo de Vallejo), y "La Vaquera", la mujer oficial de Vallejo que por ser maltratada se convierte en amante de Esneider.
Verónica Bernal se hace pasar por una prostituta llamada Esmeralda para matar a Vallejo en complicidad con su cuñado Manuel, en venganza por la muerte de su hermana Clara, pero termina enamorándose de Salvador pensando que es Vallejo.
Mediante una prueba médica Vallejo descubre que es hijo del mismo padre que Salvador. Vallejo sostiene una guerra con "El Brujo" líder del cartel rival y así mismo hace una alianza con un político importante de Centroamérica Danilo Montenegro. 
Cuando Salvador intenta escapar Vallejo asesina a su madre y poco después en un enfrentamiento con "El Brujo" la casa donde estaba Anita explota y aparentemente la niña muere pero en realidad sobrevive y junto a "El Brujo" regresan a la ciudad y son encontrados por la policía, aunque "El Brujo" escapa Anita es rescatada por la policía y entregada a su madre, sin embargo, los hombres de Vallejo la matan y se llevan de nuevo a Anita.
Pensando que toda su familia ha muerto, Salvador se alía con "La Vaquera" y Esneider para matar a Vallejo, le roban gran parte de su fortuna y hacen un trato con "El Brujo".
La organización de Vallejo recibe más golpes pues Montenegro y "Cardenal" son capturados, pero cuando "La Vaquera" descubre que Vallejo tiene un hijo y que es de ella, pues lo creía muerto pide perdón a Vallejo a cambio de su vida y conocer a su hijo Lucas le entrega a sus cómplices. Vallejo pone una trampa y mata al ¨Brujo¨, Esneider es detenido y Salvador logra escapar, pero cuando Vallejo le revela que su hija sigue viva este se pone de nuevo a órdenes de Vallejo esta vez para concretar el plan inicial de Vallejo que era entregarse, pero en realidad sería Salvador y no él, durante la entrega estalla una bomba, puesta por Vallejo para fingir su muerte, pero Salvador logra escapar y se hace amigo de "Tumbao", un taxista al que cuenta la verdad y le ayuda.
Salvador se entrega de nuevo para que "Tumbao" cobre la recompensa y a cambio Vallejo pagará un tratamiento médico que necesita Anita. Esmeralda escapa de Vallejo, tras intentar envenenarlo y se hace amiga de 2 prostitutas que son amigas de "Tumbao" y así se vuelve a encontrarse con Salvador, que le dice la verdad a ella y a sus amigas antes de entregarse. Por problemas con sus superiores Acevedo es removido de su cargo, pero descubre la verdad y se alía con los amigos de Salvador y Esneider que se fuga de la policía para acabar con Vallejo contando con el apoyo de Yamile, que ahora es pareja de Acevedo. Vallejo ordena a "Mosco" asesinar a Salvador antes de que lo extraditen a Estados Unidos. Esmeralda es secuestrada por "Mosco", quien la lleva al escondite de Vallejo.  Acevedo y Yamile son descubiertos y detenidos por su superior. En la cárcel Salvador se encuentra con "Cardenal", este asesina al jefe de guardias y culpa a Salvador, sin embargo los guardias deciden vengarse matando a ambos, pero logran escaparse; Salvador y "Cardenal" salen al patio y un policía mata a "Cardenal" en medio de la confusión.
Tras seguir siendo maltratada por Vallejo "La Vaquera" decide escaparse con Lucas, pero "Lanza" la persigue y choca en su camioneta y ella y Lucas mueren. "Mosco" sube al avión donde trasladan a Salvador disfrazado y en pleno vuelo intenta matarlo pero las balas rompen las ventanas causando la caída del avión y un agente tira a Salvador con un para caídas y él es el único sobreviviente, pero un grupo de hombres de Vallejo intentan matarlo, pero este contacta a Esneider y "Tumbao", ellos van y lo rescatan; Esneider mata a todos los matones y con un aparato descubren la ubicación de Vallejo en una abandonada fábrica de espejos y llaman a Acevedo y Yamile que son repuestos en sus cargos. Todos van al lugar y enfrentan a Vallejo, "Lanza" y todos los sicarios son abatidos, entonces Vallejo toma como rehén a Anita y entra a un cuarto lleno de espejos seguido por Salvador. Anita logra escapar de Vallejo y esconderse cuando llega Acevedo y ve a los dos, pero no sabe quién es quién, ambos dicen ser salvador y de repente comienza un intercambio de disparos donde varios espejos revientan y causan confusión con los reflejos, al terminar el tiroteo Vicente Vallejo yace muerto en el suelo con un tiro de gracia en medio de las cejas y Anita se reencuentra con su padre. Al final todos comparten la recompensa por Vallejo y Salvador propone matrimonio a Esmeralda.

## Reparto
- Robinson Díaz - Salvador Chaparro / Vicente Vallejo
- Nicolás Montero - Capitán y Coronel Gaspar Acevedo
- Indhira Serrano - Sargento Yamile Juliao
- Natalia Durán - Sandra Avilés "La Vaquera"
- Greeicy Rendón - Verónica Bernal "Esmeralda"
- Juan Carlos Messier - Armando Flores Latorre "Cardenal"
- Claudio Cataño - Esneider Jaramillo
- Pedro Pallares - "Mosco"
- Khris Cifuentes - "Lanza"
- María Eugenia Penagos - Mercedes Chaparro
- Hillary Vergara - Ana Maria Chaparro Farias
- Kepa Amuchastegui - Vicepresidente Restrepo
- Juancho Arango - Káiser
- Gustavo Navarro - Danilo Montenegro
- Edwin Garrido - Fernando
- Álvaro Rodríguez - "Brujo"
- Ella Becerra - Vania Ferrer
- Eileen Roca - "Maracucha"
- Juliana Gómez - Lola
- George Slebi - Valverde
- Kleiron  Romero - Tito
- Alexandra Restrepo - Intendente Adriana Carrera
- Manuel Navarro - Orlando Otegui
- Tania Falquez - Frida Álvarez de Acevedo
- Víctor Hugo Morant - General Bonilla
- Victor Cifuentes - General Morantes
- Adriana Arango - Nancy Farias
- Alejandro Otero - Capitan Patricio Santillana
- Gabriel Ochoa - Capitán Hernán Romero
- Catherine Castrillón - "Candy"
- Laura Peñuela - "Luna"
- Julian Diaz - "Tumbao"
- Ivan Forero - Valero
- Pedro Rodas - Abogado Enciso
- Carolina Piedrahíta - Clara Bernal
- Carolina Paladinez - Diana Ballesteros
- Giselle Saouda - Leidy Valencia
- Bebsabé Duque - Violeta Santillana Manrique
- Sandra Cano - Soraya
- Constanza Gutiérrez - Olga Luz Santillana Manrique
- Mauricio Figueroa - Dr. Rossi
- Constanza Hernández - Graciela Sotomayor
- Luis Fernando Velazco - Ignacio Quintero
- Rodolfo Silva - Dr. Ernesto Villa
- Jairo Ordóñez - "Cacho"
- Adriana López - Nohora Varela
- Cesar Álvarez - Manuel
- Hector Lucumi - "Cañas"
- Mauricio Cujar - "Flechas"
- Erick Cuellar - Cabo Contreras
- Victor Gómez - Alejandro Rey
- Moises Rivillas - Pablo Godoy
- Gastón Velandia - Harold Cordoba
- Mariluz Barrera

## Capítulos
| Número | Capítulo                                                                  | Fecha         |
| ------ | ------------------------------------------------------------------------- | ------------- |
| 01     | Vicente Vallejo encuentra a su doble perfecto                             | 13 de enero   |
| 02     | Salvador Chaparro es secuestrado por orden de Vallejo                     | 14 de enero   |
| 03     | Vallejo pone en práctica a Salvador                                       | 15 de enero   |
| 04     | Doña Mercedes es investigada                                              | 16 de enero   |
| 05     | El capitán Acevedo casi captura a Vallejo                                 | 19 de enero   |
| 06     | Salvador y Esmeralda llegan al matadero                                   | 20 de enero   |
| 07     | Esneider y ¨La Vaquera¨ encuentran a Salvador y Esmeralda                 | 21 de enero   |
| 08     | Olga Luz y Esmeralda ocultan el cuerpo de ¨El Lagarto¨                    | 22 de enero   |
| 09     | Kaiser sospecha de Salvador                                               | 23 de enero   |
| 10     | Olga Luz es torturada                                                     | 26 de enero   |
| 11     | Salvador y Vallejo se encuentran con su padre                             | 27 de enero   |
| 12     | Kaiser y ¨El Brujo¨ atacan la hacienda                                    | 28 de enero   |
| 13     | Salvador es torturado                                                     | 29 de enero   |
| 14     | Salvador engaña a Kaiser y a ¨El Brujo¨                                   | 30 de enero   |
| 15     | Salvador y ¨La Vaquera¨ logran escapar de Kaiser y ¨El Brujo¨             | 2 de febrero  |
| 16     | Salvador casi escapa de ¨Cardenal¨ y ¨El Mosco¨                           | 3 de febrero  |
| 17     | La sargento Juliao se salva de morir                                      | 4 de febrero  |
| 18     | Salvador escapa de Esneider y ¨La Vaquera¨                                | 5 de febrero  |
| 19     | Acevedo captura a Salvador pensando que es Vallejo                        | 6 de febrero  |
| 20     | Kaiser mata al general Morantes                                           | 9 de febrero  |
| 21     | ¨Cardenal¨ asesina a Doña Mercedes                                        | 10 de febrero |
| 22     | Vicente Vallejo le da un mensaje a la nación                              | 11 de febrero |
| 23     | Encuentran a Diana muerta                                                 | 12 de febrero |
| 24     | Romero le da un tiro a Acevedo                                            | 13 de febrero |
| 25     | Esmeralda envenena a Vallejo                                              | 16 de febrero |
| 26     | Salvador se ofrece a reemplazar a Vallejo en la reunión                   | 17 de febrero |
| 27     | Los hombres de Vallejo intentan entregar a Salvador a la policía          | 18 de febrero |
| 28     | ¨Brujo¨ sacrifica a Kaiser                                                | 19 de febrero |
| 29     | ¨Brujo¨ ataca el islote de Vallejo                                        | 20 de febrero |
| 30     | Salvador organiza un complot en contra de Vallejo                         | 23 de febrero |
| 31     | ¨La vaquera¨ y Esneider se unen a Salvador                                | 24 de febrero |
| 32     | Trasplante de cornias                                                     | 25 de febrero |
| 33     | Escándalo en las redes                                                    | 26 de febrero |
| 34     | Vallejo ordena la muerte de Salvador pero se retracta                     | 27 de febrero |
| 35     | Manuel secuestra a Esmeralda                                              | 2 de marzo    |
| 36     | Salvador y sus cómplices encuentran la caja fuerte de Vallejo             | 3 de marzo    |
| 37     | Manuel muere en un enfrentamiento con la policía                          | 4 de marzo    |
| 38     | Vallejo le da un balazo en la pierna a ¨Cardenal¨                         | 5 de marzo    |
| 39     | ¨Flechas¨ hackea la tableta electrónica de Vallejo                        | 9 de marzo    |
| 40     | El funeral de Orlando Otegui y Doña Mercedes                              | 10 de marzo   |
| 41     | ¨El Brujo¨ secuestra a Salvador                                           | 11 de marzo   |
| 42     | Acevedo arresta a Romero                                                  | 12 de marzo   |
| 43     | ¨Cardenal¨ es capturado por Acevedo                                       | 13 de marzo   |
| 44     | ¨La Vaquera¨ traiciona a Esneider y Salvador                              | 16 de marzo   |
| 45     | Vallejo y ¨El Mosco¨ asesinan a ¨El Brujo¨                                | 17 de marzo   |
| 46     | Salvador se reencuentra con su hija                                       | 18 de marzo   |
| 47     | Vallejo hace explotar una bomba en la entrega de Salvador                 | 19 de marzo   |
| 48     | Salvador le dice la verdad a Esmeralda                                    | 20 de marzo   |
| 49     | ¨Tumbao¨ entrega a Salvador a las autoridades                             | 23 de marzo   |
| 50     | Salvador pide perdón a las víctimas de Vallejo                            | 24 de marzo   |
| 51     | Acevedo descubre que Vallejo no está en al cárcel                         | 25 de marzo   |
| 52     | ¨El Mosco¨ y sus hombres intentan matar a Salvador                        | 26 de marzo   |
| 53     | Acevedo, Esneider y ¨Tumbao¨ intentan sacar a Salvador de la cárcel       | 27 de marzo   |
| 54     | ¨Cardenal¨ es abatido por un guardia de la prisión                        | 30 de marzo   |
| 55     | El general Bonilla ordena a la sargento Juliao detener al capitán Acevedo | 1 de abril    |
| 56     | Vicente Vallejo recibe un tiro de gracia y muere                          | 2 de abril    |

## Premios y nominaciones

### Premios TvyNovelas
| Año  | Categoría                        | Nominado            | Resultado |
| ---- | -------------------------------- | ------------------- | --------- |
| 2016 | Mejor actor protagónico de serie | Robinson Díaz       | Nominado  |
| 2016 | Mejor actor antagónico de serie  | Juan Carlos Messier | Nominado  |